# Suceava
Suceava er en by, administrativt center i Suceava distrikt i det nordlige Rumænien. Suceava har 119.694(2023) indbyggere.
Indtil ca. 1565 var byen hovedstaden i fyrstendømmet Moldavien. St. Georgskirken er en af de moldaviske kirker på UNESCOs verdensarvsliste. Under habsburgerne var byen hovedstaden i Bukovina.